# Lamotte-du-Rhône
Pour les articles homonymes, voir Lamotte.
Lamotte-du-Rhône est une commune française située dans le département de Vaucluse, en région Provence-Alpes-Côte d'Azur.

## Géographie
La commune est située à l'extrême nord-ouest du département, dans le pays du Tricastin.
| Saint-Just-d'Ardèche Ardèche | Lapalud          |         |
|                              | Lamotte-du-Rhône | Bollène |
| Pont-Saint-Esprit Gard       | Mondragon        |         |

### Accès et transports

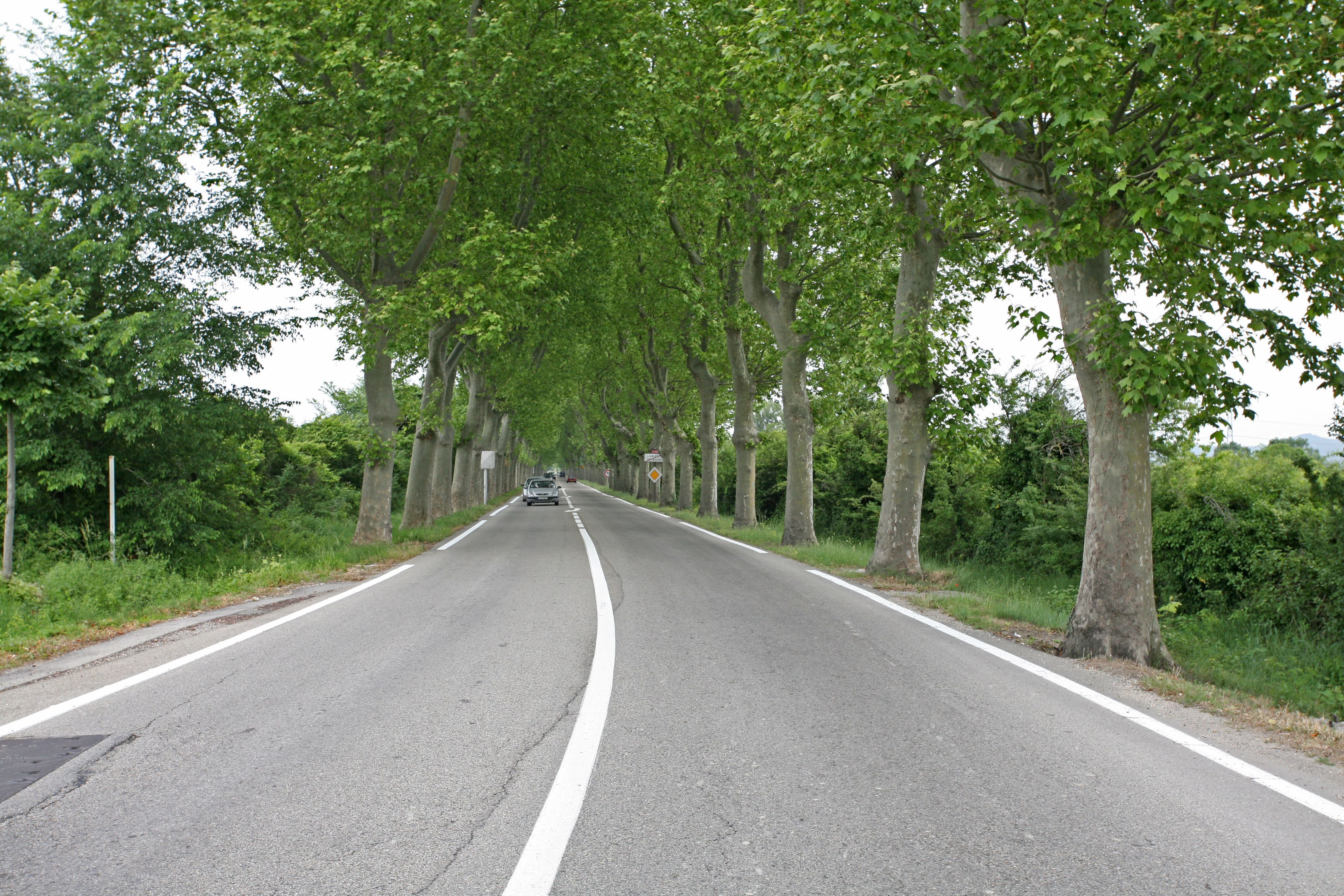
La sortie est de Lamotte-du-Rhône sur la route nationale 86.

La route nationale 86 traverse la commune sur un axe est-ouest. L'on trouve aussi les routes départementales 63 et 63b ainsi que le GR4.
L'autoroute la plus proche est l'autoroute A7.
L'aérodrome de Pont-Saint-Esprit est implanté sur le territoire de la commune, mais est fermé définitivement depuis novembre 2008 par publication aéronautique (Notam D.2008/10) même s'il n'est pas encore radié (pas de publication au JO).

### Relief et géologie
La commune est relativement plate avec un minimum de 38 mètres d'altitude et un maximum de 57 mètres. On y trouve principalement des sols alluvionnaires du quaternaire.

### Sismicité
Les cantons de Bonnieux, Apt, Cadenet, Cavaillon, et Pertuis sont classés en zone Ib (risque faible). Tous les autres cantons du département de Vaucluse sont classés en zone Ia (risque très faible). Ce zonage correspond à une sismicité ne se traduisant qu'exceptionnellement par la destruction de bâtiments.

### Hydrographie

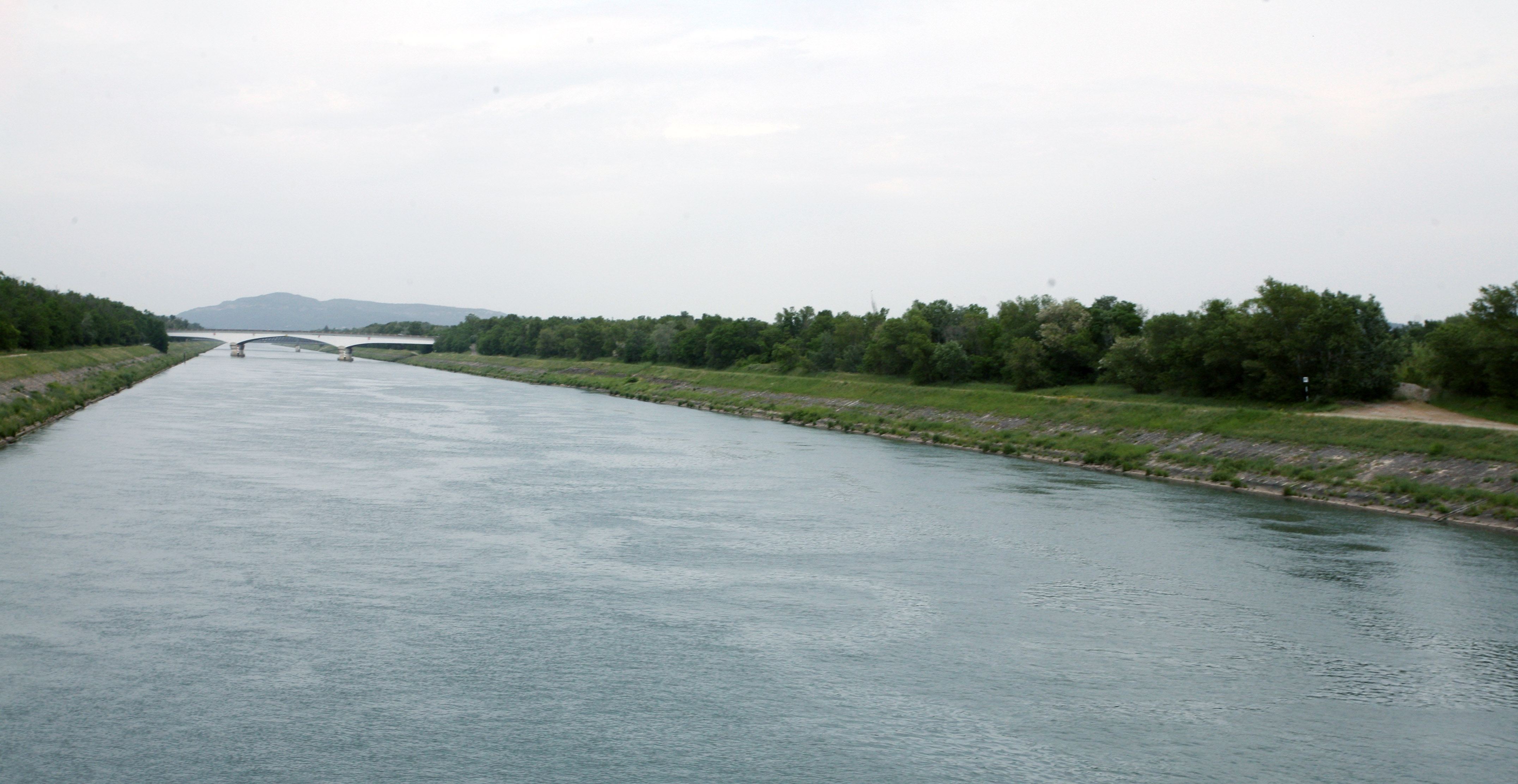
Le canal Donzère-Mondragon.

Le Rhône borde l'ouest de la commune et le canal de Donzère-Mondragon l'est. Elle est traversée par le Lauzon où se jettent la Mayre de Belle et la Mayre de la Préférence.

### Climat
Pour des articles plus généraux, voir Climat de Provence-Alpes-Côte d'Azur et Climat de Vaucluse.
En 2010, le climat de la commune est de type climat méditerranéen franc, selon une étude du Centre national de la recherche scientifique s'appuyant sur une série de données couvrant la période 1971-2000. En 2020, Météo-France publie une typologie des climats de la France métropolitaine dans laquelle la commune est exposée à un climat méditerranéen et est dans la région climatique  Provence, Languedoc-Roussillon, caractérisée par une pluviométrie faible en été, un très bon ensoleillement (2 600 h/an), un été chaud (21,5 °C), un air très sec en été, sec en toutes saisons, des vents forts (fréquence de 40 à 50 % de vents > 5 m/s) et peu de brouillards. 
Pour la période 1971-2000, la température annuelle moyenne est de 13,8 °C, avec une amplitude thermique annuelle de 18,1 °C. Le cumul annuel moyen de précipitations est de 800 mm, avec 5,9 jours de précipitations en janvier et 3,2 jours en juillet. Pour la période 1991-2020, la température moyenne annuelle observée sur la station météorologique de Météo-France la plus proche, « Pont-Saint-Esprit », sur la commune de Pont-Saint-Esprit à 3 km à vol d'oiseau, est de 14,2 °C et le cumul annuel moyen de précipitations est de 829,8 mm. 
La température maximale relevée sur cette station est de 42,2 °C, atteinte le 6 août 2003 ; la température minimale est de −12,7 °C, atteinte le 7 janvier 1985,,. 
Les paramètres climatiques de la commune ont été estimés pour le milieu du siècle (2041-2070) selon différents scénarios d'émission de gaz à effet de serre à partir des nouvelles projections climatiques de référence DRIAS-2020. Ils sont consultables sur un site dédié publié par Météo-France en novembre 2022.

## Urbanisme

### Typologie
Au 1er janvier 2024, Lamotte-du-Rhône est catégorisée commune rurale à habitat très dispersé, selon la nouvelle grille communale de densité à sept niveaux définie par l'Insee en 2022.
Elle est située hors unité urbaine et hors attraction des villes,.

### Occupation des sols
L'occupation des sols de la commune, telle qu'elle ressort de la base de données européenne d’occupation biophysique des sols Corine Land Cover (CLC), est marquée par l'importance des territoires agricoles (91,5 % en 2018), une proportion identique à celle de 1990 (91,5 %). La répartition détaillée en 2018 est la suivante : 
zones agricoles hétérogènes (84,4 %), cultures permanentes (7,2 %), milieux à végétation arbustive et/ou herbacée (3,2 %), eaux continentales (2,9 %), forêts (2,3 %). L'évolution de l’occupation des sols de la commune et de ses infrastructures peut être observée sur les différentes représentations cartographiques du territoire : la carte de Cassini (XVIIIe siècle), la carte d'état-major (1820-1866) et les cartes ou photos aériennes de l'IGN pour la période actuelle (1950 à aujourd'hui).

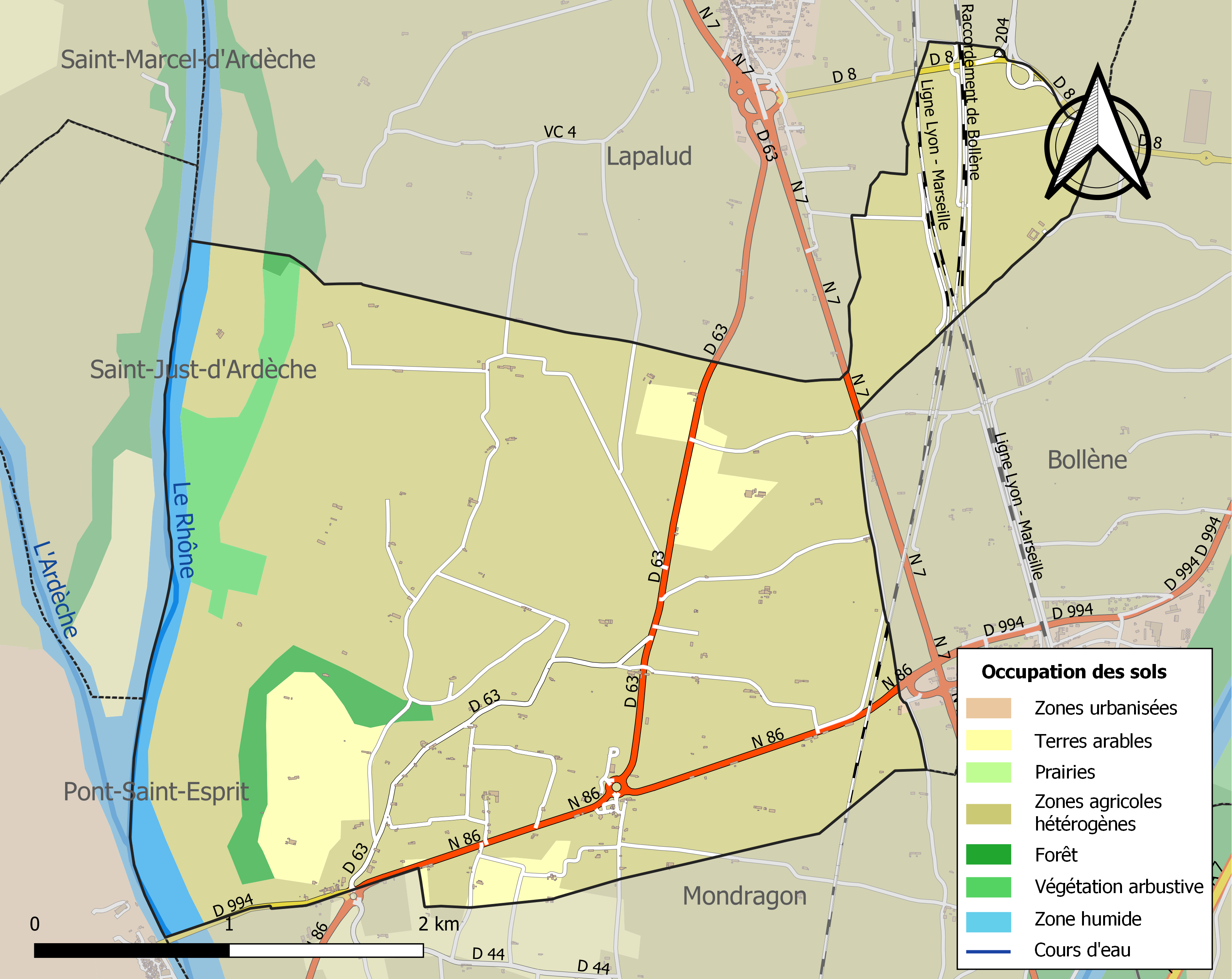
Carte des infrastructures et de l'occupation des sols de la commune en 2018 (CLC).

## Histoire

### Antiquité
Durant toute l'Antiquité, la commune se trouve sur le territoire de l'ancienne tribu des Tricastini. Les Tricastini furent l'un des peuples de la Gaule narbonnoise. Pline l'Ancien parle de leur capitale nommée Augusta Tricastinorum dans le livre III. Le nom de cette capitale fut longtemps interprété comme pays des Trois Châteaux alors qu'elle tire en réalité son étymologie de cette tribu celte des Tricastini.

### Moyen Âge
Ce fut au cours du XIIe siècle, que fut édifié le premier village et son castrum. Il était entièrement fortifié sur un tertre plus pour le mettre à l'abri des crues que pour la défense. Ce site a aujourd'hui disparu sous les limons du Rhône.
Le territoire de Lamotte, qui appartenait au domaine de Raymond de Toulouse, comte de Provence, depuis 1253, à la suite de la croisade contre les Albigeois, passa sous la suzeraineté de Rome en 1274.
Un acte daté de 1281 atteste l'existence d'un prieuré placé sous le vocable de saint Tircy, mais il est dit encore de saint Sixte ou de saint Thiers. Deux ans plus tard, Guillaume de Villaret, recteur du Comtat Venaissin, préside à la délimitation entre les territoires de Lamotte et Mondragon, pour mettre un terme à tout litige.
La construction du pont du Saint-Esprit achevée en 1309 et qui débouchait sur le territoire de Lamotte, fut cause d'un passage régulier des troupes royales françaises et des Routiers des Grandes Compagnies, débandés lors des trêves de la guerre de Cent Ans. Lamotte fut déclarée ville ouverte (non protégée) et ses habitants contraints de chercher refuge dans des villes fortifiées à chaque passage d'hommes d'armes.
En 1361, Jean des Baux, de la famille des princes d'Orange, possédait ce fief qui passa deux ans plus tard à Cécile Cavalier, qui devint dame de Lamotte.

### Renaissance
En 1525, le pont du Saint-Esprit vit le passage des troupes du maréchal de Bassompierre. Arrivé à Lamotte, il écrivit : « Je fis passer l'armée, les canons et les bagages sur le pont, après avoir fait mettre une grande quantité de paille afin de ne pas l'ébranler ».
Au cours du XVIe siècle, Lamotte était possédé par la famille de Pons qui le garda jusqu'au XVIIe siècle, période où le fief comtadin revint par mariage à la famille de Roquard.
Le domaine des Barrenques fut érigé en fief, au cours de l'année 1674, en faveur de la famille Vanel. Celle-ci en reconnaissance de son ennoblissement fit édifier une chapelle à la gloire de la Transfiguration.

### Période moderne
En 1732, tandis que la seigneurie sur Lamotte était partagée entre la famille de la Roche et le prieur de Pont-Saint-Esprit, les de Vanel firent rebâtir leur château et leur chapelle qu'ils placèrent sous la protection de Notre-Dame des Neiges.
Le 12 août 1793 fut créé le département de Vaucluse, constitué des districts d'Avignon et de Carpentras, mais aussi de ceux d'Apt et d'Orange, qui appartenaient aux Bouches-du-Rhône, ainsi que du canton de Sault, qui appartenait aux Basses-Alpes.
Pour protéger le village et ses terres des crues du Rnône, au cours du XIXe siècle, le marquis de Balincourt, lors de ses mandats de maire, fit édifier les premières digues. Si l'habitat resta dispersé dans la plaine alluvionnaire, avec de grosses fermes et de grandes exploitations agricoles, le centre du village prit dès lors son aspect actuel avec l'église, la mairie, l'école et la poste.

### Période contemporaine
En juillet 2008, un incident classé 1 sur l'échelle internationale des événements nucléaires sur le site nucléaire du Tricastin conduisit à un arrêté préfectoral de restriction de consommation d'eau, d'interdiction de baignade et de pêche.

### Toponymie
La forme la plus ancienne est Mota, attestée en 1138. Elle correspond au premier village édifié. Elle provient du bas-latin motta, signifiant hauteur puis par extension « tertre naturel ou artificiel surmonté d'un château ».

### Héraldique
| Blason de Lamotte-du-Rhône | Les armes peuvent se blasonner ainsi : Coupé : au premier de gueules à la clef d'or et à la clef d'argent passées en sautoir, au second d'argent au pont de trois arches de gueules, celle du milieu plus petite, sur une rivière d'azur. |

## Politique et administration

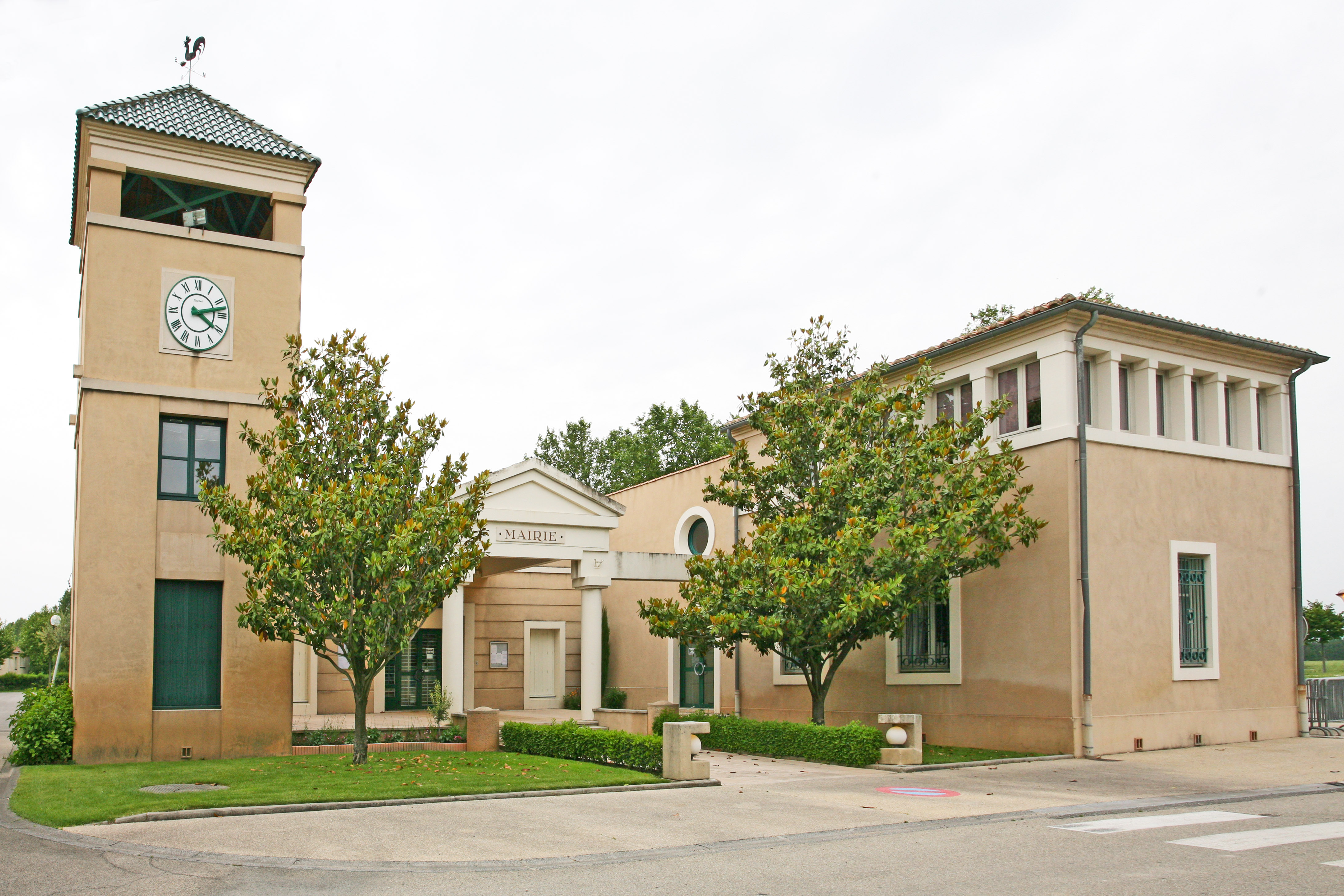
La mairie de Lamotte-du-Rhône.

| Période                                  | Période   | Identité         | Étiquette | Qualité |
| ---------------------------------------- | --------- | ---------------- | --------- | ------- |
| mars 2001                                | Mars 2008 | Maurice Sabatier |           |         |
| mars 2008                                | En cours  | Maurice Sabatier |           |         |
| Les données manquantes sont à compléter. |           |                  |           |         |

### Fiscalité
| Taxe                                                | Part communale | Part intercommunale | Part départementale | Part régionale |
| --------------------------------------------------- | -------------- | ------------------- | ------------------- | -------------- |
| Taxe d'habitation (TH)                              | 3,77 %         | 0,00 %              | 7,55 %              | 0,00 %         |
| Taxe foncière sur les propriétés bâties (TFPB)      | 6,17 %         | 0,00 %              | 10,20 %             | 2,36 %         |
| Taxe foncière sur les propriétés non bâties (TFPNB) | 22,13 %        | 0,00 %              | 28,96 %             | 8,85 %         |
| Taxe professionnelle (TP)                           | 21,88 %*       | 0,00 %              | 14,19 %             | 3,84 %         |

La part régionale de la taxe d'habitation n'est pas applicable.
La taxe professionnelle est remplacée en 2010 par la cotisation foncière des entreprises (CFE) portant sur la valeur locative des biens immobiliers et par la contribution sur la valeur ajoutée des entreprises (CVAE) (les deux formant la contribution économique territoriale (CET) qui est un impôt local instauré par la loi de finances pour 2010).

## Démographie
L'évolution du nombre d'habitants est connue à travers les recensements de la population effectués dans la commune depuis 1793. Pour les communes de moins de 10 000 habitants, une enquête de recensement portant sur toute la population est réalisée tous les cinq ans, les populations de référence des années intermédiaires étant quant à elles estimées par interpolation ou extrapolation. Pour la commune, le premier recensement exhaustif entrant dans le cadre du nouveau dispositif a été réalisé en 2008.

En 2022, la commune comptait 397 habitants, en évolution de −0,5 % par rapport à 2016 (Vaucluse : +1,73 %, France hors Mayotte : +2,11 %).
| 1793 | 1800 | 1806 | 1821 | 1831 | 1836 | 1841 | 1846 | 1851 |
| ---- | ---- | ---- | ---- | ---- | ---- | ---- | ---- | ---- |
| 300  | 353  | 263  | 362  | 487  | 412  | 409  | 410  | 423  |

| 1856 | 1861 | 1866 | 1872 | 1876 | 1881 | 1886 | 1891 | 1896 |
| ---- | ---- | ---- | ---- | ---- | ---- | ---- | ---- | ---- |
| 455  | 451  | 442  | 473  | 454  | 455  | 462  | 464  | 487  |

| 1901 | 1906 | 1911 | 1921 | 1926 | 1931 | 1936 | 1946 | 1954 |
| ---- | ---- | ---- | ---- | ---- | ---- | ---- | ---- | ---- |
| 459  | 425  | 447  | 381  | 391  | 365  | 375  | 369  | 351  |

| 1962 | 1968 | 1975 | 1982 | 1990 | 1999 | 2006 | 2008 | 2013 |
| ---- | ---- | ---- | ---- | ---- | ---- | ---- | ---- | ---- |
| 353  | 397  | 385  | 372  | 358  | 416  | 403  | 401  | 399  |

| 2018 | 2022 | - | - | - | - | - | - | - |
| ---- | ---- | - | - | - | - | - | - | - |
| 396  | 397  | - | - | - | - | - | - | - |

## Économie

### Agriculture
Les terres recouvertes d'une épaisse couche de dépôts alluvionnaires due aux crues de Rhône sont particulièrement propices aux cultures céréalières, fruitières et maraîchères. Les vins produits sur la commune ne bénéficient pas d'une appellation d'origine contrôlée, mais ils peuvent revendiquer, après agrément, le label vin de pays de la Principauté d'Orange.

### Tourisme
Pas d'équipement touristique particulier à signaler pour cette commune autres que trois lieux de restauration. Elle reste un simple lieu de passage entre Pont-Saint-Esprit et Mondragon, deux communes dont le tourisme joue un rôle important dans l'économie locale.

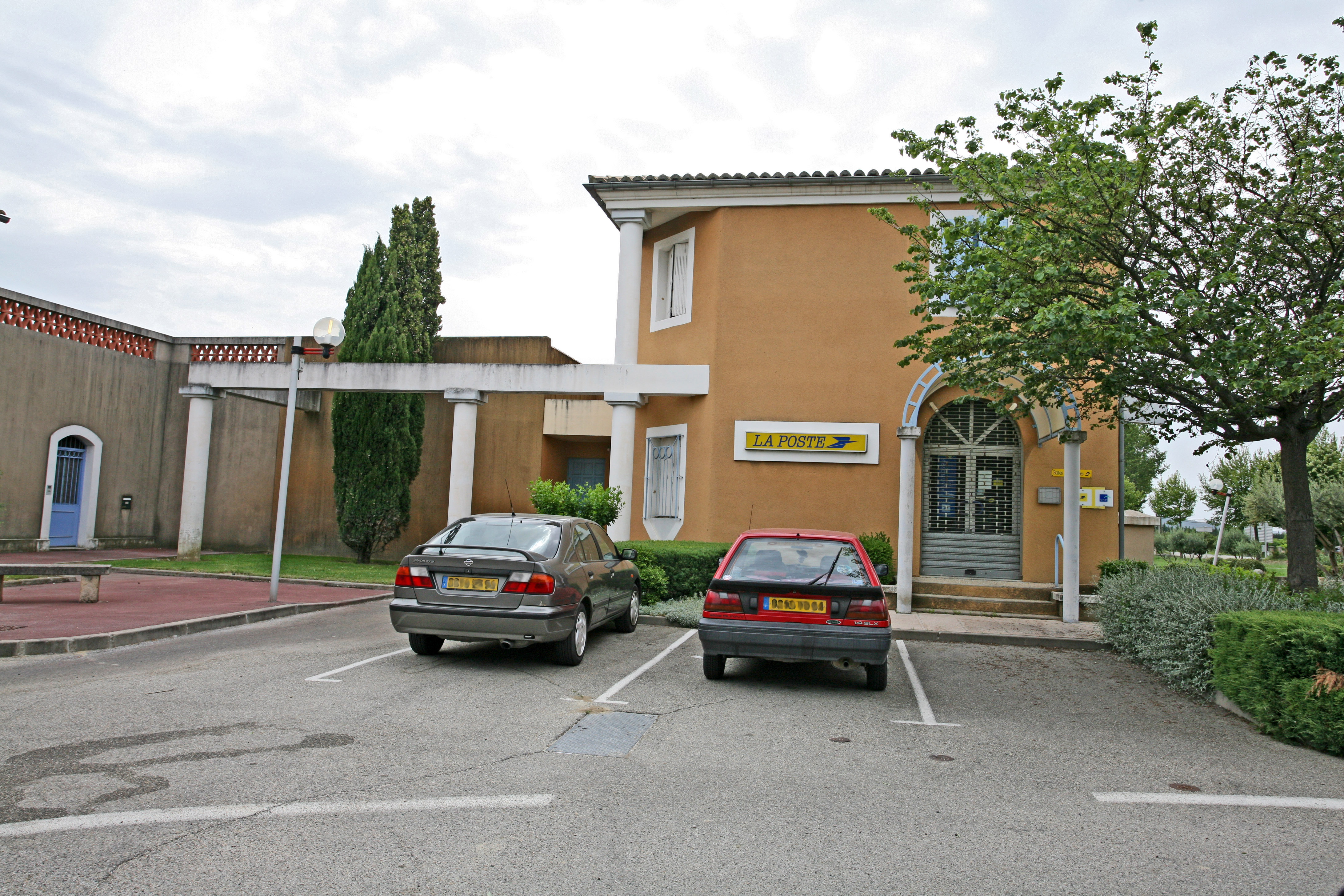
Le bureau de poste.

## Équipements ou services
Sur le territoire de la commune est implanté l'aérodrome de Pont-Saint-Esprit.
Il n'y a plus de commerces ni de bureau de poste, fermé il y a quelques années déjà.

### Enseignement
La commune possédait une école primaire publique qui a ensuite fermé. Ensuite les élèves vont au collège Henri-Boudon puis au lycée Lucie-Aubrac, tous deux à Bollène.

### Sports
Pas d'équipement collectif spécifique à une activité sportive sur la commune. Cependant, bien que cela ne soit pas sa fonction première, un espace en gravier à proximité de l'église sert parfois à la pratique de la pétanque, et certains utilisent les cours d'eau pour la pratique de la pêche.

### Santé
L'accès aux soins le plus proche est sur la commune voisine de Pont-Saint-Esprit.

## Vie locale

### Cultes

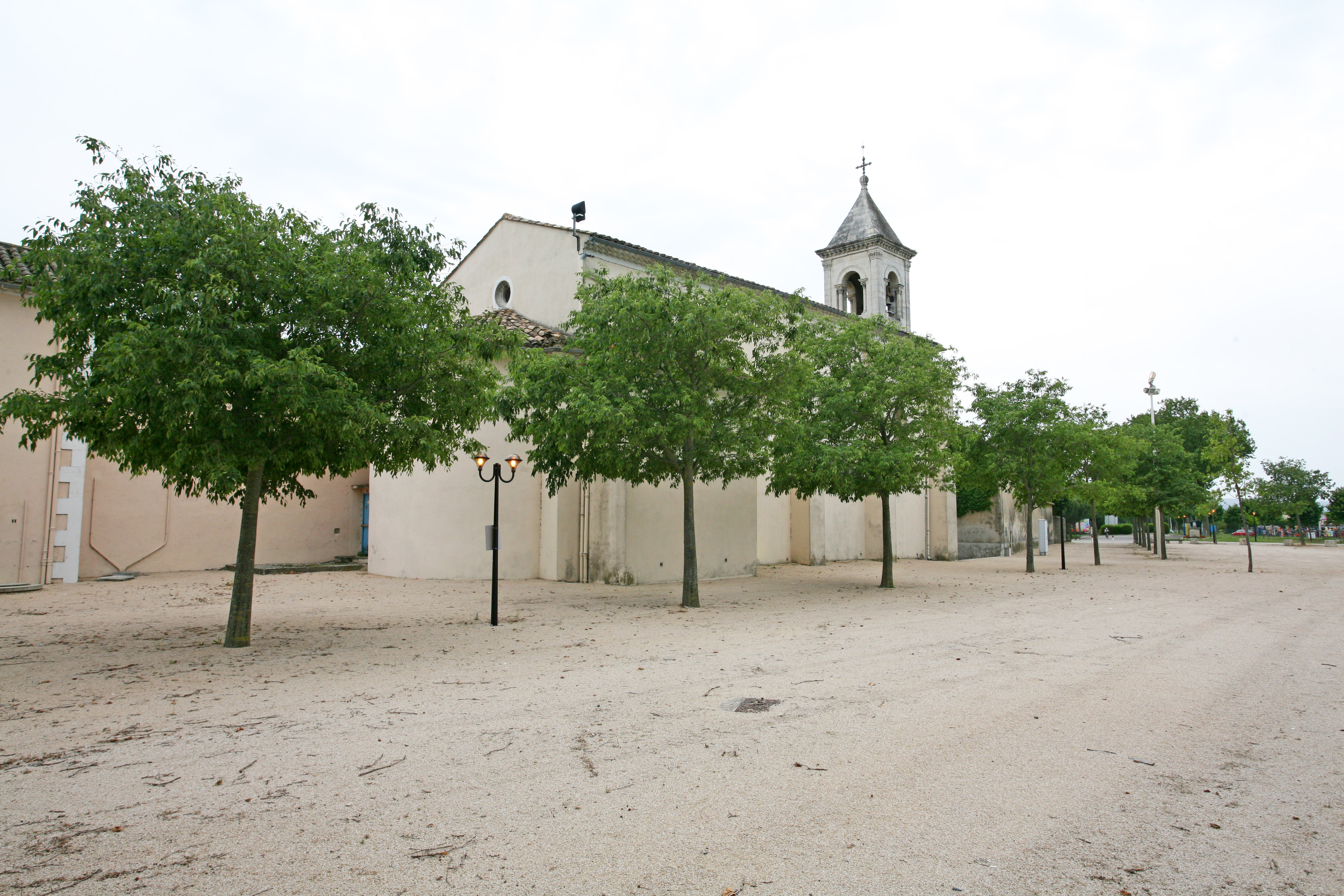
Notre-Dame-de-l'Assomption.

La paroisse catholique fait partie du diocèse d'Avignon, doyenné d'Orange Bollène. Catholique : église Notre-Dame-de-l'Assomption.

### Environnement
la communauté de communes Rhône-Lez-Provence a dans ses compétences la « protection et mise en valeur de l'environnement ». On trouve, sur la commune proche de Bollène, une déchèterie acceptant : gravats, déchets verts, objets encombrants, ferraille, papiers / cartons et huiles de vidange et de friture et une autre déchèterie sur la commune de Mondragon.

## Lieux et monuments

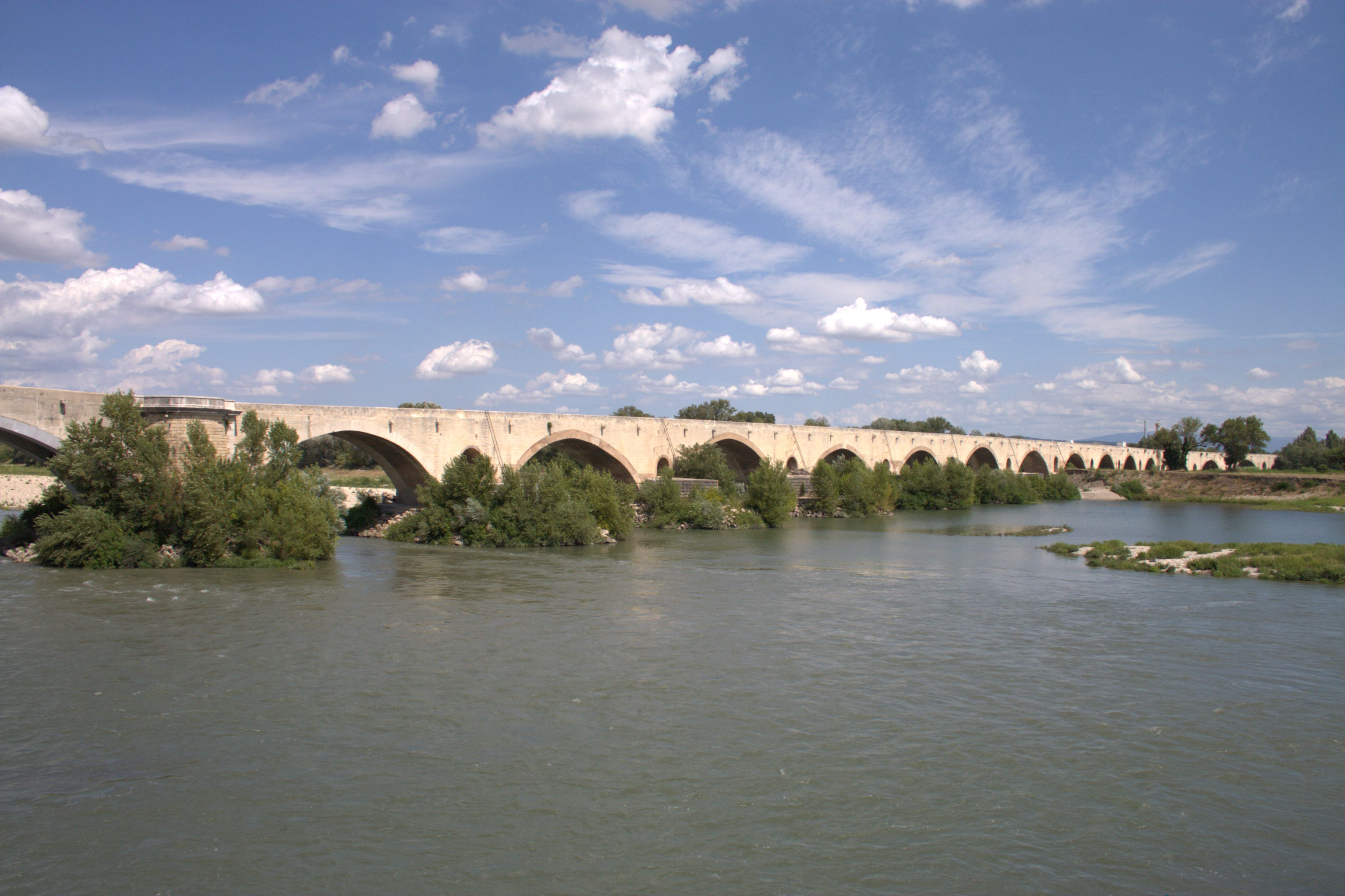
Vue d'ensemble du pont médiéval enjambant le Rhône entre Pont-Saint-Esprit et Lamotte-du-Rhône.

- Le pont du Saint-Esprit a la majeure partie de sa structure sur la commune. Sa construction fut voulue par le frère de saint Louis, le comte de Poitiers et de Toulouse Alphonse de Poitiers[34] ; elle commença en 1265 pour s’achever en 1309[35]. D’après Viollet-le-Duc, elle fut confiée à la branche pontife des hospitaliers (la branche des constructeurs de ponts, formée par ces moines-soldats pour faciliter les pèlerinages) et dirigée par Jean de Tensanges[36] ou de Thianges[37]. La tradition veut que celui-ci, prieur des bénédictins de Saint-Saturnin-du-Port se soit d'abord refusé à cette construction puis qu'il céda, inspiré par l'Esprit Saint et posa lui-même la première pierre[19].

C'est le plus vieux de tous les ponts sur le Rhône reliant la Provence au Languedoc. Il a longtemps constitué un point de passage obligé sur le fleuve. Il est composé de 26 arches, dont 19 grandes et 7 petites. Sur arche, une arcade de dégagement identique à celle du pont Julien a été ouverte pour mieux faire évacuer les hautes eaux au moment des crues.
Le pont du Saint-Esprit était protégé par un fort du côté de Lamotte, il était dénommé fort de Montrevel au XIXe siècle. Il fut vendu par les Domaines en 1867 et il n'en subsiste aucune trace.
- La Batie-Reynaud fut à l'origine une enclave médiévale encastrée dans le territoire de Lamotte. En 1217, Dragonnet de Mondragon y fit édifier une tour fortifiée pour rançonner les mariniers du Rhône. L'enclave devint un bien de Guillaume Raynaud qui lui donna son nom en 1269. Dans le milieu des années 1950, existait encore le mur d'enceinte renforcé par quatre tours d'angle où étaient percées des bouches à feu. Jusqu'en 1947, date où elles furent comblées, les douves étaient emplies d'eau venant du Lauzon et il existait encore le plateau du pont-levis[18].
- L'église, placée sous le vocable de Notre-Dame-de-l'Assomption, fut achevée d'être construite en 1853. Elle est caractéristique des tendances néo-romanes en vigueur au XIXe siècle. Les différentes municipalités, jusqu'au milieu du XXe siècle, utilisèrent son clocher pour y placer une vigie afin de prévenir les risques d'inondation lors des crues du Rhône[18].
- Le Château des Barrenques a été construit en 1327[38]. Son moulin à grains du XVIIIe siècle, sa magnanerie du XIXe siècle et son parc de 6 hectares sont inscrits au titre des Monuments Historiques depuis le 1er juin 2021[39]. Il est utilisé comme lieu événementiel depuis mars 2022[40].